# 佩特羅謝利夫卡
50°19′52″N 33°49′55″E / 50.33111°N 33.83194°E
佩特羅謝利夫卡（烏克蘭語：Петроселівка），是烏克蘭中部的村莊，隸屬波爾塔瓦州的米爾霍羅德區。該村距離格里帕基和基亞什基夫西克0.5公里，始建於1870年，面積0.1平方公里，海拔高度165米，2001年人口14。